# Collins Line
De Collins Line was een rederij die werd gesticht door Edward Knight Collins.
De Collins Line was het Amerikaanse antwoord op de Cunard Line. De Collins Line had vijf schepen. Vier zusterschepen: de Atlantic, de Arctic, de Baltic en de Pacific. Het vijfde schip was de Adriatic.
De rederij had te maken met een aantal problemen en ging in 1858 failliet wat in het voordeel werkte van de Britse Cunard Line.